# Valentino Rovisi

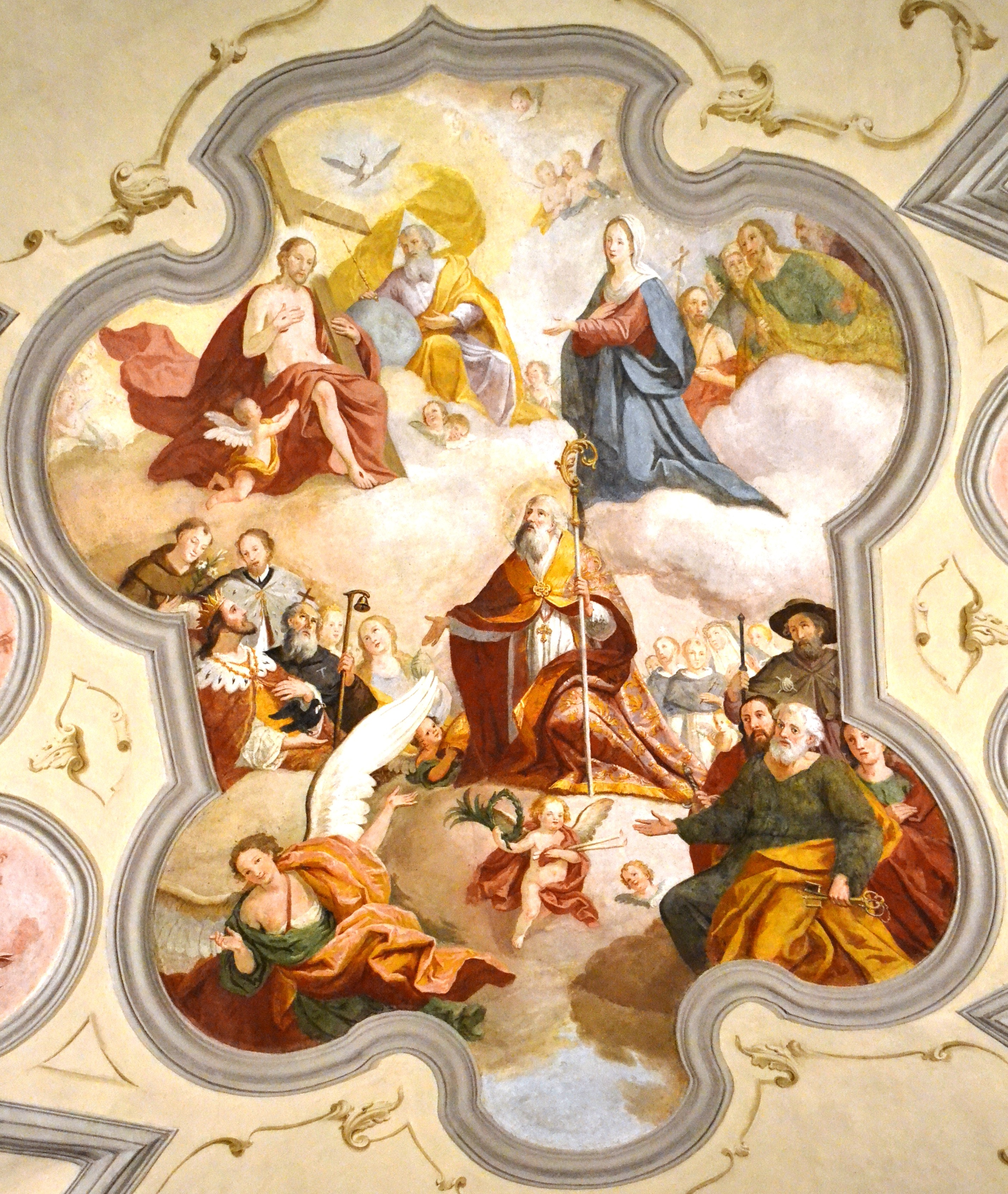
Chwała św. Błażeja i osiem epizodów z życia świętego, 1780, fresk, kościół św. Błażeja w Alleghe

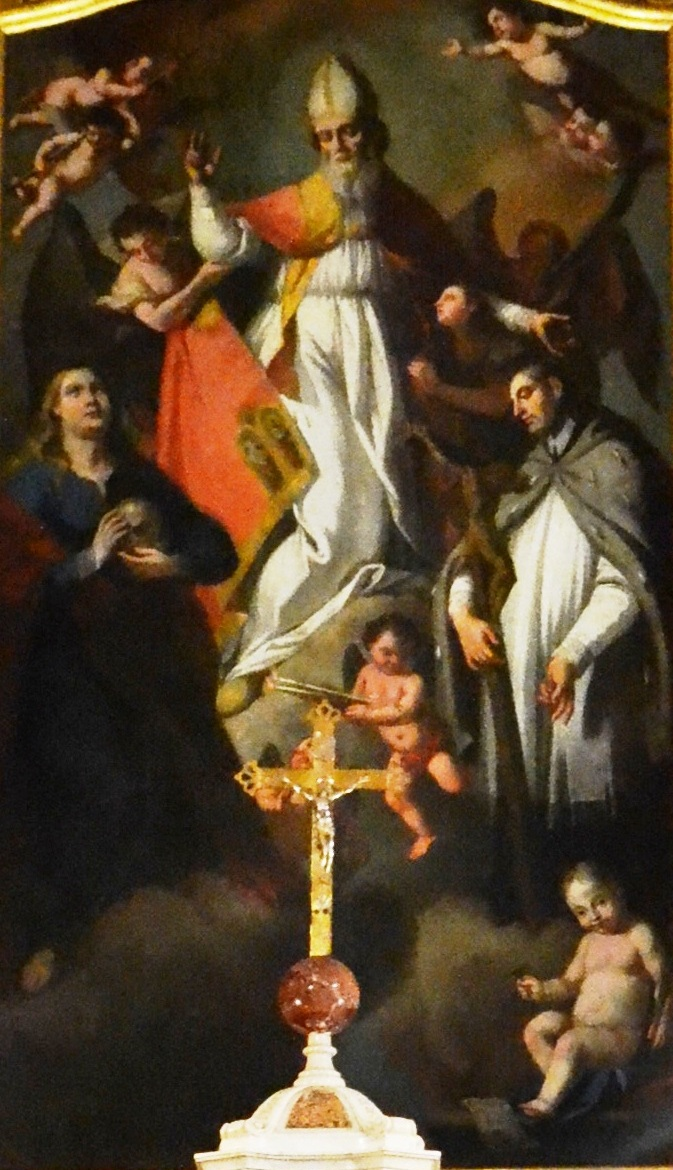
Św. Błażej w chwale między świętymi Marią Magdaleną i Janem Nepomucenem, 1780, ol. na płótnie, kościół św. Błażeja w Alleghe

Valentino Rovisi (ur. grudzień 1715 w Moenie, zm. 12 marca 1783 w Wenecji) – włoski malarz, freskant okresu rokoka, propagator weneckiego malarstwa dekoracyjnego.

## Życie
Już jako chłopiec w swoim rodzinnym miasteczku zetknął się z malarzami amatorami (m.in. Martinem Gabriellim) i pokochał malarstwo. Wkrótce środowisko Moeny okazało się zbyt małe, aby młody artysta mógł rozwijać swój talent. W 1728 r. jako dwunastoletni chłopiec wyjechał do Wenecji, która w tym czasie była centrum rozwoju kultury i sztuki. Przez pięć lat uczył się zawodu w warsztacie Giovanniego Battisty Tiepola. 
W latach 30., podczas pobytu w Val di Fiemme, stworzył swoje pierwsze dzieła sztuki o charakterze religijnym. W 1743 r. Rovisi powrócił do warsztatu Tiepola w Wenecji, ale już nie jako praktykant, lecz jako pracownik, a nawet współpracownik mistrza. W 1748 r. poślubił Giovannę Ghisler. Miał trójkę dzieci, z których Vincenza współpracowała ze swym ojcem do końca jego życia. Rovisi często podróżował do swojego rodzinnego miasta, Moeny. Po drodze wielokrotnie odwiedzał miejscowości: la Valle del Biois, Falcade, Passo San Pellegrino. Zatrzymywał się także w Agordo, Vallada, Cencenighe i Alleghe. To właśnie w tym regionie powstały najlepsze jego dzieła. 
Valentino zmarł w 1783 roku, jako artysta niedoceniony, biedny, ale pozostawiając liczne świadectwa swojej działalności artystycznej.

## Twórczość
Zasługą Rovisiego jest przeniesienie szkoły malarstwa weneckiego na jego rodzinne tereny. Znaczna część jego prac znajduje się w Moenie i pobliskich miejscowościach: w Val di Fassa, Val di Fiemme, Trydencie i Górnej Adydze. Freski są świadectwem jego działalności w Alleghe, Cembra, Cavedine, Roncegno, Moenie i Pietralbie.

## Wybrane dzieła
- Chwała św. Błażeja i osiem epizodów z życia świętego, 1780, fresk, kościół w Alleghe
- Sen Jakuba, Ofiara Noego, Sąd Salomona, 1780, fresk, kościół w Alleghe
- Św. Błażej w chwale między świętymi Marią Magdaleną i Janem Nepomucenem, 1780, ol. na płótnie, kościół w Alleghe